# Chlorophonia pyrrhophrys
Clorofónia-de-peito-castanho ou gaturamo-de-barriga-castanha (Chlorophonia pyrrhophrys) é uma espécie de ave da família Fringillidae.
Pode ser encontrada nos seguintes países: Colômbia, Equador, Peru e Venezuela.
Os seus habitats naturais são: regiões subtropicais ou tropicais húmidas de alta altitude.